# Anthony Riches
Anthony Riches (Derby, 1961) è uno scrittore inglese. 
Laureato in studi militari all'Università di Manchester, è autore delle saghe L'impero e The Centurions; la prima, edita in Italia dalla Newton Compton Editori, ha come protagonista Marco Valerio Aquila, ed è ambientata a partire dal regno di Commodo, mentre l'altra è invece inedita in Italia, ed è ambientata poco dopo la morte di Nerone. Il suo primo romanzo è uscito nel 2009, ma invero lo ha tenuto nel cassetto per almeno dieci anni. Vive nell'Hertfordshire con la moglie e i suoi tre figli.

## Opere

### L'impero(The Empire)
Marco Valerio Aquila è appena sbarcato in Britannia, scampato miracolosamente all’eccidio della sua famiglia voluta dall'imperatore Commodo. Costretto a nascondersi, riesce a farsi accogliere in una legione romana di stanza presso il Vallo di Adriano grazie al favore di un misterioso nobile che lo protegge. Qui, grazie al suo valore e alla sua onestà, si fa strada all'interno dei ranghi della legione.
1. La spada e l'onore [Wounds of Honour], traduzione di Raffaele Bolelli, Newton Compton, 2012  [2009], ISBN 978-88-541-4030-1.
2. La battaglia dell'aquila perduta [Arrows of Fury], traduzione di Daniela Di Falco, Newton Compton, 2013  [2010], ISBN 978-88-541-4950-2.
3. Lunga vita all'imperatore [Fortress of Spears], traduzione di Francesca Rosa Danieli, Newton Compton, 2014  [2011], ISBN 978-88-541-6465-9.
4. Sotto un'unica spada [The Leopard Sword], traduzione di Rosa Prencipe, Newton Compton, 2015  [2012], ISBN 978-88-541-7755-0.
5. Un eroe per Roma [The Wolf's Gold], traduzione di Francesca Rosa Danieli, Newton Compton, 2016  [2012], ISBN 978-88-541-9264-5.
6. La vendetta dell'aquila [The Eagle's Vengeance], traduzione di Francesca Rosa Danieli, Newton Compton, 2017  [2013], ISBN 978-88-227-0553-2.
7. La spada dell'imperatore [The Emperor's Knives], traduzione di Mariachiara Eredia, Newton Compton, 2018  [2014], ISBN 978-88-227-1896-9.
8. La battaglia impossibile [Thunder of the Gods], traduzione di Gianluca Tabita Bonifazi, Newton Compton, 2019  [2015], ISBN 978-88-227-2932-3.
9. L'altare di Roma [Altar of Blood], traduzione di Valentina Legnani, Newton Compton, 2020  [2016], ISBN 978-88-227-4549-1.
10. La vittoria impossibile [The Scorpion's Strike], traduzione di Valentina Legnani, Newton Compton, 2021  [2019], ISBN 978-88-227-5203-1.
11. Roma ha vinto [River of Gold], traduzione di Valentina Legnani e Valentina Lombardi, Newton Compton, 2022  [2020], ISBN 978-88-227-6259-7.
12. La vendetta del gladiatore [Vengeance], traduzione di Federica Gianotti Tabarin e Mariafelicia Maione, Newton Compton, 2023  [2021], ISBN 978-88-227-7357-9.
13. Guerra nella tempesta [Storm of War], traduzione di Donatella Semproni, Newton Compton, 2024  [2023], ISBN 978-88-227-8181-9.
14. Clash of Legions (2024)
15. Field of Blood (2026)

### The Centurions
1. Betrayal (2017)
2. Onslaught (2017)
3. Retribution (2018)

Riches ha anche realizzato, nel 2018, un omnibus chiamato Centurion: Codex Batavi, un libro di 40 pagine che include tre graphic novel di 8 pagine ciascuna (illustranti i prologhi dei tre libri della trilogia), sei bozzetti dei personaggi che si allineano con la versione scritta dell'autore, e una breve storia ambientata negli ultimi tempi della trilogia.

### The Protector
1. Nemesis (2021)
2. Target Zero (2022)

### Altre opere
- Rubicon (2019) (disponibile in formato Kindle)